# Sira (Sprache)
Sira (auch Eshira, Gisira, Ichira, Ishira, Isira, Shira, Shire und Yichira) ist eine Bantusprache und wird von circa 39.400 Angehörigen der Eshira in Gabun gesprochen (Zensus 2000). 
Sie ist in der Provinz Ngounié westlich von Mouila und südwestlich von Fougamou und Mandji verbreitet.
Sira wird in der lateinischen Schrift geschrieben.

## Klassifikation
Sira ist eine Nordwest-Bantusprache und gehört zur Sira-Gruppe, die als Guthrie-Zone B40 klassifiziert wird.